# Francisco Fernández Rodríguez
Francisco Fernández Rodríguez, auch bekannt als Gallego (* 4. März 1944 in Puerto Real), ist ein ehemaliger spanischer Fußballspieler.

## Karriere

### Verein
Gallego spielte in der Jugend des FC Sevilla, bis er 1961 in den Kader der ersten Mannschaft aufrückte. Mit 17 Jahren debütierte er am 7. Spieltag der Saison 1961/62 am 12. Oktober 1961 beim 3:1 gegen CA Osasuna in der Primera División.
Zur Saison 1965/66 wechselte Gallego zum FC Barcelona. Gleich in seiner ersten Spielzeit bei Barça gewann er mit seiner Mannschaft den Messestädte-Pokal. Es folgten zwei Siege im nationalen Pokal sowie 1974 die spanische Meisterschaft. 1974 kehrte er zum FC Sevilla zurück, der gerade wieder in die Primera División aufgestiegen war. Dort beendete er 1980 seine Profikarriere.

### Nationalmannschaft
Gallego bestritt vier Spiele für die spanische U-18-Nationalmannschaft und wurde einmal in der B-Nationalmannschaft eingesetzt.
Sein Debüt in der spanischen A-Nationalmannschaft gab Gallego am 13. Juli 1966 beim 1:2 gegen Argentinien im ersten Gruppenspiel bei der Weltmeisterschaft 1966 in England. Er kam auch in den weiteren Spielen der Vorrunde gegen die Schweiz und Deutschland zum Einsatz. Mit einem Sieg und zwei Niederlagen schied Spanien nach der Gruppenphase aus dem Turnier aus.
Sein letztes von insgesamt 36 Länderspielen, in denen er ohne Torerfolg blieb, bestritt Gallego beim 3:1 gegen Griechenland am 21. Februar 1973 im Qualifikationsspiel zur Weltmeisterschaft 1974 in der Bundesrepublik Deutschland.

## Erfolge
- Spanischer Meister: 1974
- Spanischer Pokalsieger: 1968, 1971
- Messepokalsieger: 1966